# Football Club hispano-bastidien
Pour les articles homonymes, voir Hispano.
Le Football Club hispano-bastidien, abrégé en FC hispano-bastidien, est un club de football français qui évolua une saison dans le Championnat de France professionnel de deuxième division (1934-1935).
À l'issue de la saison 1933/1934, la Commission du Championnat de France Professionnel refuse d'inscrire les deux clubs pros bordelais : le SC Bastidienne et le CD Espagnol Bordeaux.
Elle leur impose la fusion : le nouveau club prend le nom d'Hispano-Bastidienne Bordeaux.

## Histoire
L'Hispano-Bastidienne prend part au Championnat de France professionnel de deuxième division (1934-1935) et termine 14e (dernier).
Mais dès février 1935, les ex-dirigeants du CD Espagnol quittent le club pour reformer le CD Espagnol, mécontents de la Fédération qui empêche d'aligner 5 joueurs étrangers en championnat.
À la fin de la saison, le club met fin à ses activités, remplacé par le SC Bastidienne qui repart en championnat amateur de la Ligue du Sud-Ouest.

## Résultats en championnat de France
| Saison  | Div.   | Class. | M.J. | Vic. | Nuls | Déf. | B.P. | B.C. | Dif. | Moy. Spec. | Coupe de France |
| 1934-35 | D2-Sud | 14e    | 26   | 3    | 4    | 19   | 40   | 98   | -58  | n.c.       | 1/32e-          |

## Entraîneurs
- Victor Gibson

## Joueurs
- Alexandre Villaplane  France